# آلف اولسن
آلف اولسن (دانمارکی: Alf Olsen; ۳ سپتامبر ۱۸۹۳ – ۱۸ اوت ۱۹۷۶) بازیکن فوتبال اهل دانمارک بود.